# Ingrid Sandahl
Ingrid Sandahl (Stoccolma, 5 novembre 1924 – Örebro, 15 novembre 2011) è stata una ginnasta svedese.

## Palmarès

### Olimpiadi
- Oro a Helsinki 1952 negli attrezzi a squadre.

### Mondiali
- Oro a Basilea 1950 nel concorso a squadre.